# 科帕尼區
科帕尼區（西班牙語：Distrito de Copani），是秘魯的一個區，位於該國東南部普諾大區的永古約省，始建於1984年12月28日，面積47.37平方公里，海拔高度3,854米，2007年人口5,436，人口密度每平方公里110人。